# Регресивен данък
Регресивен данък е данък, при който с нарастване на дохода, намалява данъчната ставка.
Патентният данък има характер на регресивен данък, размерът му е предварително известен и не се изменя независимо от оборота. Тоест колкото по-висок е оборотът, толкова по-ниска става ефективната данъчна ставка. По този начин се стимулират търговците – физически лица да разширяват дейността си. Освен това възможността за укриване на данъци е по-малка.